# Callitrichia turrita
Callitrichia turrita är en spindelart som beskrevs av Holm 1962. Callitrichia turrita ingår i släktet Callitrichia och familjen täckvävarspindlar.
Artens utbredningsområde är Tanzania. Inga underarter finns listade.